# Phytodietus arcuatorius
Phytodietus arcuatorius är en stekelart som först beskrevs av Carl Peter Thunberg 1822.  Phytodietus arcuatorius ingår i släktet Phytodietus och familjen brokparasitsteklar. Arten är reproducerande i Sverige. Inga underarter finns listade i Catalogue of Life.